# L'Hort de Senabre
L'Hort de Senabre és un barri de la ciutat de València (País Valencià), pertanyent al districte de Jesús. Està situat al sud-oest de la ciutat i limita al nord amb La Raïosa, a l'est amb La Creu Coberta, al sud amb Sant Marcel·lí i Camí Real i a l'oest amb Favara. La seua població en 2009 era de 17.738 habitants